# Belijum
Belijum (lat. Bellium), rod jednogodišnjeg raslinja i trajnica iz porodice glavočika, smješten u podtribus Bellidinae. Postoji pet priznatih vrsta koje rastu u Sredozemlju od Male Azije do Baleara.

## Vrste
1. Bellium artrutxense P.Fraga & Rosselló, Baleari
2. Bellium bellidioides L., Baleari, Korzika, Sardinija
3. Bellium crassifolium Moris, Sardinija
4. Bellium minutum L., Turska, Cipar, Egejski otoci, Sicilija
5. Bellium nivale Req., Korzika